# Gare de Pully-Nord
Ne doit pas être confondu avec Gare de Pully.
La gare de Pully-Nord est une gare ferroviaire située sur le territoire de la commune suisse de Pully, dans le canton de Vaud. Elle se trouve au nord du centre urbain de la commune de Pully et de la seconde gare de la ville, située plus au centre-ville sur la ligne du Simplon.

## Situation ferroviaire
La gare se situe au point kilométrique 2,37 de la ligne de Lausanne à Berne, à 473 mètres d'altitude, entre les gares de Lausanne et de La Conversion.
Elle est équipée de deux quais latéraux permettant l'arrêt des trains sur chaque voie.

## Histoire
La gare a été inaugurée en 1929. Elle a révolutionné les déplacements dans le quartier de Pully-Nord, où les habitants se déplaçaient majoritairement à pied.
En mai 2013, une jeune femme a été tuée par un train en tentant de traverser les voies de la gare à pied. Le train en question a été arrêté en urgence environ 45 minutes tandis que ligne a été temporairement fermée au trafic, occasionnant plusieurs retards et suppressions de trains entre Lausanne et Puidoux.

## Service des voyageurs

### Accueil
Gare des CFF, elle dispose d'abris sur chaque quai et d'un automate pour l'achat de titres de transport. Elle n'est pas aménagée pour les personnes à mobilité réduite. 
La gare devait être modernisée afin de la rendre accessible aux personnes à mobilité réduite au cours de l'été 2018. Toutefois, ces travaux ne semblent finalement pas avoir été effectués.

### Desserte
La gare fait partie du réseau RER Vaud, assurant des liaisons rapides à fréquence élevée dans l'ensemble du canton de Vaud. Pully-Nord est desservie chaque heure par les lignes S5 et S6 qui relient toutes deux Allaman à Palézieux. Certaines relations de la ligne S6 sont prolongés plusieurs fois par jour du lundi au vendredi jusqu'à Romont tandis que la desserte des deux lignes varie suivant les tronçons,.

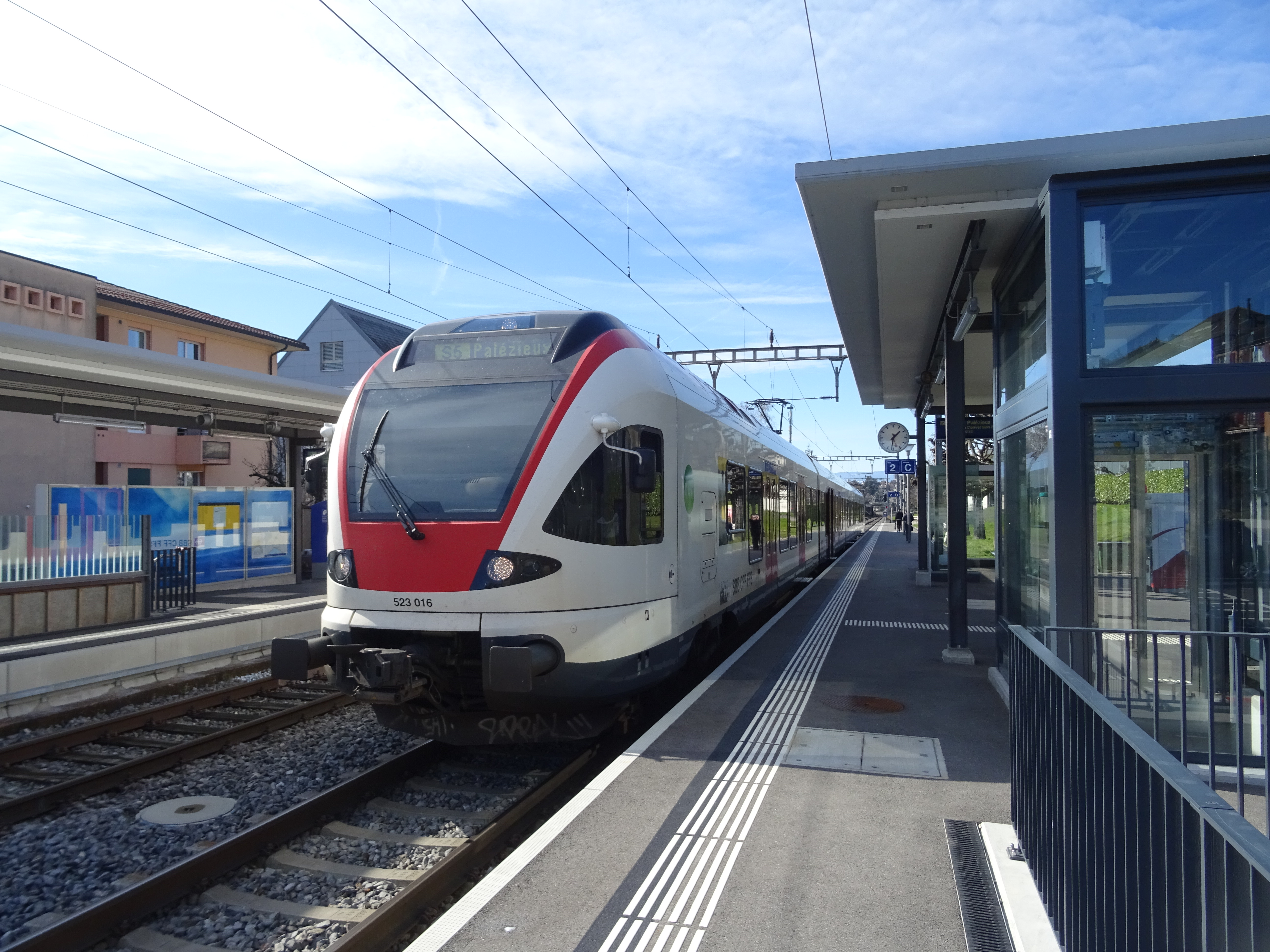
Rame Stadler RABe 523 à l'arrêt et assurant un service de l'ancienne ligne S5 du RER Vaud en direction de Palézieux.

### Intermodalité
Pully-Nord est en correspondance avec la ligne 48 à l'arrêt Roses situé à une centaine de mètres au nord de la gare, sur le chemin du Liaudoz. Cette ligne assure la desserte interne de la ville de Pully, en reliant la gare de Pully au nord de la ville au chemin des Daillettes.